# Briony Cole
Briony Christine Cole (* 28. Februar 1983 in Melbourne) ist eine australische Wasserspringerin. Sie startet im Kunst- und Turmspringen sowie im Synchronspringen.
Sie nahm an den Olympischen Spielen 2008 in Peking teil. Im 3-m-Synchronspringen wurde sie mit Sharleen Stratton Fünfte und im 10-m-Synchronspringen gewann sie mit Melissa Wu die Silbermedaille. In den gleichen Wettbewerben konnte sie bei der Heimweltmeisterschaft 2007 in Melbourne mit Stratton Bronze und mit Wu Silber erringen.
Bei Commonwealth Games gewann Cole bislang drei Medaillen: 2006 in Melbourne mit Stratton Gold im 3-m-Synchronspringen und 2010 in Delhi im gleichen Wettbewerb erneut mit Stratton Silber sowie mit Anabelle Smith Bronze im 10-m-Synchronspringen.